# Ferrari SF-25
Ferrari SF-25 — болід Формули-1, розроблений і виготовлений Ferrari для участі в чемпіонаті Формули-1 2025 року. Пілотами стали Шарль Леклер та семиразовий чемпіон сіту Льюїс Гамільтон, для якого це стало першим сезоном з Ferrari.

## Ліврея
Гоночну ліврею автомобіля вперше представили на заході F1 75 Live Льюїс Гамільтон, Шарль Леклер та керівник команди Фредерік Вассер. Ця ліврея мала темніший відтінок червоного та велику білу смугу з логотипом HP на кришці двигуна. На Гран-прі Саудівської Аравії логотип Peroni був замінений на «ITALIA 0.0» через правила щодо спонсорства алкоголю в країні.
Спеціальна ліврея дебютувала на Гран-прі Маямі, яка мала акцент на брендингу HP, подібно до лівреї попереднього року.
У Монако на бічних понтонах з'явився логотип Shell 75, що відзначав 75 років технічного партнерства.

## Історія змагань та розробки
Під час передсезонних тестів на Міжнародному автодромі Бахрейну новий пілот команди Гамільтон встановив другий найшвидший час.
На Гран-прі Австралії обидва боліди Ferrari увійшли до третього сегменту кваліфікації, причому Леклер кваліфікувався сьомим, а Гамільтон восьмим. В гонці вони фінішували восьмим та десятим відповідно. На наступному Гран-прі Китаю обидва боліди Ferrari увійшли до третього сегменту кваліфікації до спринту, причому Гамільтон і Леклер кваліфікувалися першим та четвертим, фінішувавши в спринті першим та п'ятим відповідно, що стало першою перемогою Ferrari у спринті. Під час кваліфікації до основної гонки Гамільтон і Леклер кваліфікувалися п'ятим та шостим, але були дискваліфіковані з тих самих фінішних позицій: болід Леклера виявився легшим за встановлений ліміт, а болід Гамільтона отримав надмірний знос планки. Це стало першим випадком дискваліфікації обох болідів однієї команди з часів дискваліфікації обох Renault на Гран-прі Японії 2019 року.
На Гран-прі Маямі боліди Ferrari отримали спеціальну ліврею HP. Леклер розбив свій болід після втрати керування на мокрій трасі під час розвідувального кола перед спринтом, через що команда була змушена зайнятись інтенсивний ремонтом боліда перед кваліфікацією до основної гонки. Гамільтону вдалося фінішувати в спринті на подіумі, посівши третє місце, завдяки вдало розіграній стратегії, але в кваліфікації до основної гонки він вибув з другого сегменту кваліфікації, зайнявши дванадцяту позицію, а Леклер, який кваліфікувався восьмим, виявився позаду обох болідів Williams. Зрештою, через конфлікт у стратегії та дефіцит швидкості, пілоти Ferrari фінішували сьомим та восьмим на трасі.

## Результати
| Приклад                  | Опис                                                              |
| ------------------------ | ----------------------------------------------------------------- |
| 1                        | Переможець                                                        |
| 2                        | Друге місце                                                       |
| 3                        | Третє місце                                                       |
| 5                        | Фінішував у очковій зоні                                          |
| 12                       | Фінішував поза очковою зоною                                      |
| НКЛ                      | Фінішував, але не класифікований                                  |
| Схід                     | Не фінішував і не класифікований                                  |
| НКВ                      | Не кваліфікований                                                 |
| НПКВ                     | Не передкваліфікований                                            |
| ДСК                      | Дискваліфікований                                                 |
| тест                     | Тестер по п'ятницях                                               |
| НС                       | Брав участь у Гран-прі як бойовий пілот, але не стартував у гонці |
| Т                        | Травмований чи хворий                                             |
| Викл                     | Виключений із протоколу                                           |
| Від                      | Відмова від участі                                                |
| НТР                      | Не брав участі в тренуваннях                                      |
| НПР                      | Не прибув на Гран-прі                                             |
| С                        | Гонка скасована                                                   |
|                          | Не брав участі                                                    |
| Жирний шрифт             | Поул-позиція                                                      |
| Курсив                   | Найшвидше коло                                                    |
| Числоу верхньому індексі | Позиція в спринті, що передбачає нарахування очок                 |

| Рік      | Команда             | Двигун                  | Шини | Гонщик          | Гран-прі | Гран-прі | Гран-прі | Гран-прі | Гран-прі | Гран-прі | Гран-прі | Гран-прі | Гран-прі | Гран-прі | Гран-прі | Гран-прі | Гран-прі | Гран-прі | Гран-прі | Гран-прі | Гран-прі | Гран-прі | Гран-прі | Гран-прі | Гран-прі | Гран-прі | Гран-прі | Гран-прі | Очки | Місце |
| Рік      | Команда             | Двигун                  | Шини | Гонщик          | АВС      | КИТ      | ЯПО      | БАХ      | САУ      | МАЯ      | ЕМІ      | МОН      | ІСП      | КАН      | АВТ      | ВЕЛ      | БЕЛ      | УГО      | НІД      | ІТА      | АЗЕ      | СІН      | США      | МЕХ      | САП      | ЛВГ      | КАТ      | АБУ      | Очки | Місце |
| -------- | ------------------- | ----------------------- | ---- | --------------- | -------- | -------- | -------- | -------- | -------- | -------- | -------- | -------- | -------- | -------- | -------- | -------- | -------- | -------- | -------- | -------- | -------- | -------- | -------- | -------- | -------- | -------- | -------- | -------- | ---- | ----- |
| 2025     | Scuderia Ferrari HP | Ferrari 066/15 1.6 V6 t | P    | Шарль Леклер    | 8        | ДСК5     | 4        | 4        | 3        | 7        | 6        | 2        | 3        | 5        | 3        | 14       | 34       |          |          |          |          |          |          |          |          |          |          |          | 248* | 2*    |
| 2025     | Scuderia Ferrari HP | Ferrari 066/15 1.6 V6 t | P    | Льюїс Гамільтон | 10       | ДСК1     | 7        | 5        | 7        | 83       | 4        | 5        | 6        | 6        | 4        | 4        | 7        |          |          |          |          |          |          |          |          |          |          |          | 248* | 2*    |
| Джерело: |                     |                         |      |                 |          |          |          |          |          |          |          |          |          |          |          |          |          |          |          |          |          |          |          |          |          |          |          |          |      |       |

* Сезон триває.